# جوش بيوشامب
جوشوا «جوش» كايل بيوشامب (من مواليد 31 مارس 2000)، هو راقص ومصمم رقص كندي أمريكي. بدأ حياته المهنية في مسابقات الرقص المحلية حتى أصبح جزءًا من مجموعات كبيرة مثل شركة NXG أو مشروع ImmaBEAST. جوش يمثل كندا في فرقة البوب العالمية ناو يونايتد.

## بداية حياته
ولد جوش بيوشامب في سانت ألبرت ، ألبرتا. والده كندي، ووالدته أمريكية، لذلك يحمل جوش الجنسيتين. عندما كان صغيرًا، عرّفته والدته على دروس رقص، لكنه أمضى شهرًا كاملاً دون أن يرقص لأنه كان خجولًا. جوش أخذ وقتا لتحسين الصفوف، وانتهى به الأمر طوال حياته بالفوز بأول مسابقة محلية له بعمر ست سنوات فقط. تعرض بيوشامب للتنمر في المدرسة لأنه كان مهتمًا بالرقص بينما كان الأولاد الآخرون يركزون على الهوكي، وكانوا يقولون إن الرقص هو «شيء للفتيات» مما جعل جوش ينتقل لمدارس أخرى كثيرًا.

## مساره المهني
أعاد الراقص الشغوف جاستن بيبر، تغريدة فيديو الرقص «آسف». كما ظهر في الفيديو الموسيقي لجاستن " That What Love Is "
غالبًا ما يُشار إلى بيوشامب على أنه راقص لأن حياته المهنية بدأت بالرقص، لذلك يُنظر إليه على أنه راقص. على الرغم من انه بدأ بالرقص، جوش يغني أيضًا. . قام جوش بالتسجيل لتمثيل الولايات المتحدة لمشروع ناو يونايتد، كما فعل نوح، وبالتالي تنافس مع أحد أفضل أصدقائه في المعسكر التدريبي الذي أقيم في لوس أنجلوس. لكن، عندما علم منشئ المشروع، سيمون فولر أن جوش كان في الواقع نصف كندي، قرر وضعه في المجموعة التي تمثل بلده الآخر.

## الجدال
تم انتقاد جوش على تويتر بعد قوله إنه ساعد مصمم الرقصات لبعض مجموعات البوب الكوري لإنشاء بعض تصاميم الرقصات الخاصة بهم. كانت ردت فعل جماهير فرق الكيبوب سلبيا  انتهى الأمر بجوش بإلغاء تنشيط حساب تويتر الخاص به لفترة من الزمن، لكنه عاد بعد رسائل إيجابية من العديد من المعجبين.

## فيلموغرافيا
| عام  | العنوان            | الفنان     | المرجع. |
| ---- | ------------------ | ---------- | ------- |
| 2020 | " هذا ما هو الحب " | جاستن بيبر | [ 6 ]   |

### الافلام الوثائقية
| عام  | عنوان                          | حرف  | ملاحظات                                                                                      | مرجع  |
| ---- | ------------------------------ | ---- | -------------------------------------------------------------------------------------------- | ----- |
| 2018 | قابل جوش                       | نفسه | فيديو على قناة ناو يونايتد في اليوتيوب، حيث يتحدث عن قصة حياته بأكملها حتى ينضم إلى المجموعة |       |
| 2018 | الأحلام تتحقق: الفيلم الوثائقي | نفسه | فيلم وثائقي يوضح إنشاء فرقة البوب العالمية ناو يونايتد                                       | [ 7 ] |

## جوائز وترشيحات
| عام  | الجائزة         | الفئة            | المرشح     | نتيجة | المرجع. |
| ---- | --------------- | ---------------- | ---------- | ----- | ------- |
| 2020 | جوائز BreakTudo | TikToker الدولية | جوش بوشامب | فوز   | [ 8 ]   |

1. ↑  "'It's amazing': Edmonton teen travels world with new pop group, Now United, he is the best dancer". Edmonton Journal (بCanadian English). Archived from the original on 2019-06-17. Retrieved 2020-07-30.
2. ↑  "Josh Beauchamp: Age, Wiki, Photos, Biography | FilmiFeed". www.filmifeed.com. مؤرشف من الأصل في 2020-07-27. اطلع عليه بتاريخ 2020-07-30.
3. ↑  "Meet Now United's Canada and UK Members | TigerBeat" (بالإنجليزية الأمريكية). Archived from the original on 2020-09-23. Retrieved 2020-07-30.
4. ↑  "Fãs de kpop zombam de Josh Beauchamp e integrante do Now United pede desculpas sobre o que disse em live – Febre Teen" (بالبرتغالية البرازيلية). 1 May 2020. Archived from the original on 2020-05-16. Retrieved 2020-07-30.
5. ↑  Internet (amdb.com.br), AMDB. "Rolling Stone · Atacado por fãs de k-pop, integrante do Now United desativa o Twitter; entenda". Rolling Stone (بالبرتغالية البرازيلية). Archived from the original on 2020-11-20. Retrieved 2020-07-30.
6. ↑  Torres, Leonardo (1 Apr 2020). "Josh Beauchamp do Now United dança em vídeo de Justin Bieber, "That's What Love Is"". POPline (بالبرتغالية البرازيلية). Archived from the original on 2020-05-18. Retrieved 2020-07-30.
7. ↑  "Now United lança documentário mostrando como tudo começou! - Febre Teen" (بالبرتغالية البرازيلية). 29 Dec 2018. Archived from the original on 2020-10-08. Retrieved 2020-10-24.
8. ↑  "BreakTudo Awards 2020: Josh Beauchamp vence na categoria Tiktoker Internacional e se torna o primeiro vencedor da categoria | BreakTudo". www.breaktudo.com. مؤرشف من الأصل في 2020-11-01. اطلع عليه بتاريخ 2020-11-01.

## روابط خارجية
- جوش بيوشامب في قاعدة بيانات الأفلام على الإنترنت
- joshbeauchamp على تويتر.